# Sir Charles (häst)
Sir Charles, född 1816, död 7 juni 1833, var ett engelskt fullblod, mest känd för att ha blivit en framgångsrik och viktig avelshingst. Han blev den första hästen som utsågs till ledande avelshingst i Nordamerika, en titel som han kom att ta fem gånger (1830, 1831, 1832, 1833, 1836).

## Karriär
Sir Charles var en fuxhingst efter Sir Archy och under sto efter Citizen (efter Citizen). Han föddes upp och ägdes av James J. Harrison.
Sir Charles gjorde 26 starter och tog 20 segrar och 4 andraplatser. Sir Charles sista löp blev hans mest kända, trots att han förlorade. Sir Charles ansågs vara södra USA:s mästare och American Eclipse var norra USA:s mästare. Harrison utfärdade en utmaning till ägaren av American Eclipse den 30 september 1822. De två skulle tävla den 22 november 1822 i Washington, D.C. i det första av vad som skulle bli en serie matchlöp mellan södra och norra USA. Sir Charles skadade en sena dagen innan löpet, men startade ändå i ett heat, vilket American Eclipse lätt segrade i.

### Som avelshingst
Efter tävlingskarriären köptes Sir Charles av Col. William Ransom Johnson från Chesterfield County, Virginia.  som ägde Oaklands Plantation vid Appomattox River. Sir Charles stod först uppstallad på Oaklands och flyttades senare till ett närliggande stuteri som ägdes av George W. Johnson, William Johnsons son. John Charles Craig köpte in sig i halva hästen.
1830 var Sir Charles den ledande avelshingsten i Nordamerika, som sammanställts av stamtavlekonsulten Anne Peters, under det första året för vilket specifika data fanns tillgängliga. Före 1830 var listan inte uppdelad efter år, och vinstsummor var inte tillgängliga. År 1830 vann avkommor av Sir Charles 38 löp. Sir Charles kom att bli ledande avelshingst ytterligare fyra gånger, 1831 med 19 vinster, 1832 med 43 vinster, 1833 med 23 vinster och 1836 med 28 vinster. Hans bästa avkommor inkluderar Wagner (segrat i 14 av 20 löp), Bonnets O'Blue och Trifle.
Sir Charles hingstlinje fortsatte genom Wagner till slutet av århundradet, men han visade sig vara mest inflytelserik genom sina stoavkommor. Bonnets O'Blue producerade Hall of Fame-invalda Fashion, Rosalie Somers producerade Revenue (som själv blev ledande avelshingst) och Charlotte Hamilton var en förfader till Himyar.
Sir Charles avled den 7 juni 1833.